# Flavio Anastasia
Flavio Anastasia (n. 30 ianuarie 1969, Mariano Comense, Lombardia, Italia) este un ciclist de performanță ce a reprezentat Italia, medaliat olimpic. A participat la o ediție a Jocurilor Olimpice (1992) în care a câștigat o medalie de argint.

## Participări
Lista de mai jos prezintă principalele competiții la care a participat Flavio Anastasia de-a lungul carierei.
- cycling at the 1992 Summer Olympics – men's team time trial[*]